# حيلان
حيلان  قرية سوريّة تتبع إداريّاً لمحافظة حلب منطقة جبل سمعان ناحية مركز جبل سمعان، بلغ تعداد سكانها 719 نسمة حسب التعداد السكاني لعام 2004.